# Moca (Yemen)
Moca (en árabe Al-Mukhā المخا) es una ciudad portuaria de Yemen en la costa del mar Rojo, muy próxima al estrecho de Bab el-Mandeb. Hasta el siglo XIX fue el principal puerto para el tráfico de Saná, la capital de Yemen, pero luego fue eclipsado por los puertos de Adén y Al Hudaydah.
Moca es famosa por haber sido el mayor mercado para el café entre los siglos XV y XVII. Aun si otros mercados han tomado preponderancia en este producto, la variedad moca (también llamada sanani o moca sanani) sigue siendo apreciada por su fuerte gusto a chocolate. La palabra moca pertenece a la mayoría de las lenguas del mundo y hace referencia al café que se exportaba por este puerto.
Según el viajero jesuita Jerónimo Lobo, quién navegó el mar Rojo en 1625, Moca tenía "poca reputación y comercio" pero desde la subida al poder en Arabia, “se ha convertido en la mayor ciudad de la región..., aun si no es un lugar de residencia real, el cual se encuentra a dos días de camino en la ciudad de Sana'a."1 Lobo agrega que su importancia como puerto se debía también a las leyes otomanas que exigía a todo barco que entrara al mar Rojo detenerse en Moca para pagar los impuestos del cargamento. 
Al pasar por Moca en 1752, Remedius Prutky escribió sobre la existencia de casas de alojamiento llamadas “del profeta” donde se recibía a todos los extranjeros sin distingo de religión. También menciona la presencia en el puerto de dos barcos franceses, cuatro ingleses, dos neerlandeses y uno portugués.2